# Elektrisch apparaat
Een elektrisch apparaat is een apparaat dat werkt door middel van elektrische energie. De aanvoer hiervan (en de onderdelen daarvoor) worden de (elektrische) voeding genoemd. 
Het apparaat kan deze elektrische energie verkrijgen vanuit het lichtnet, door batterijen of door het zelf op te wekken middels een voltaische cel.
Vroeger hadden elektrische apparaten doorgaans een mechanische schakelaar, waarmee het apparaat geheel kan worden uitgeschakeld. Anno 2013 worden apparaten vaak met elektronische schakelaars uitgerust, waardoor ze continu energie verbruiken. Als het apparaat weinig wordt gebruikt kan het per dag meer energie gebruiken voor de stand-by dan voor het gebruik zelf.

## Elektronisch afval
Afgedankte elektronische apparaten zorgen voor elektronisch afval, en in 2019 werd ongeveer vijftig miljoen ton aan elektronische apparaten als afval weggegooid. Daarvan wordt een zesde gerecycled, de rest wordt gestort of verbrand. Omdat elektronische apparaten vaak zeldzame grondstoffen bevatten, is dit schadelijk voor het milieu, en wordt waardevol materiaal weggeggoid. Hoewel er in absolute getallen in 2020 steeds meer wordt gerecycled, gaat dit minder hard dan de toename van elektronisch afval.